# Steinstraße (München)
Die Steinstraße ist eine Innerortsstraße im Stadtbezirk Au-Haidhausen (Nr. 5) von München.

## Verlauf
Die Straße beginnt an der Inneren Wiener Straße und verläuft nicht ganz geradlinig nach Süden zum Rosenheimer Platz, an dem sie in die Franziskanerstraße übergeht.

## Öffentlicher Verkehr
Der Südteil der Straße wird durch die S-Bahn-Stammstrecke mit dem Bahnhof München Rosenheimer Platz, erschlossen, für den Nordteil liegt der U-Bahnhof Max-Weber-Platz nicht fern. Die Straße wird u. a. von der Straßenbahnlinie 25 der Münchner Verkehrsgesellschaft (MVG) durchfahren. Historisch fuhr auch die frühere Trambahnlinie 12 durch sie.

## Namensgeber
Die Straße ist nach einer früher dort gelegenen Kiesgrube, aus der Material für die Straßen der Stadt München entnommen wurde, benannt.

## Charakteristik
Die Straße in Haidhausen mit zahlreichen unter Denkmalschutz stehenden Häusern verbindet die Gegend um den Max-Weber-Platz mit dem Rosenheimer Platz. Die Straße gehört teilweise zum Ensemble Haidhausen (Denkmalliste E-1-62-000-22).

## Denkmalgeschützte Bauwerke

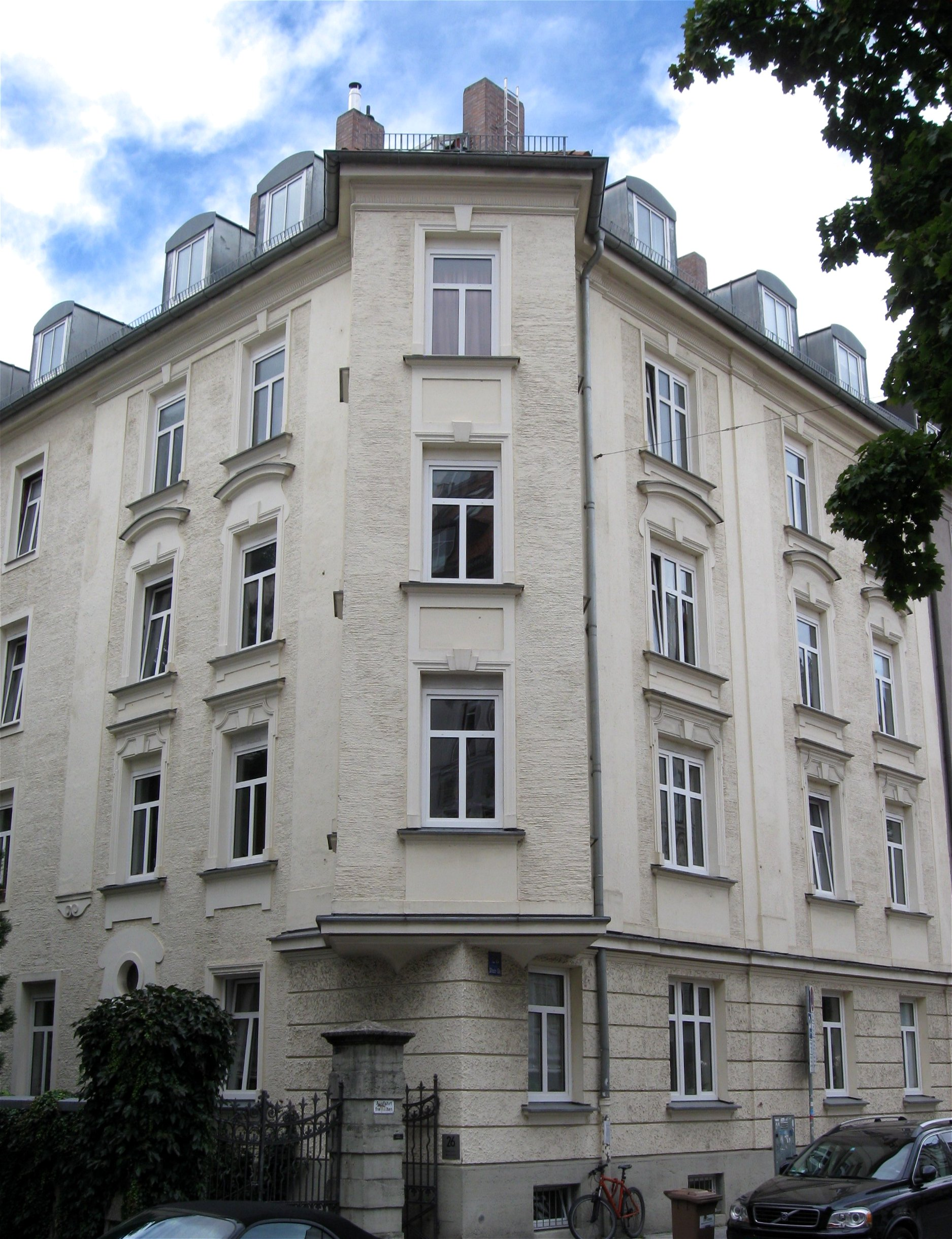
Steinstraße 26

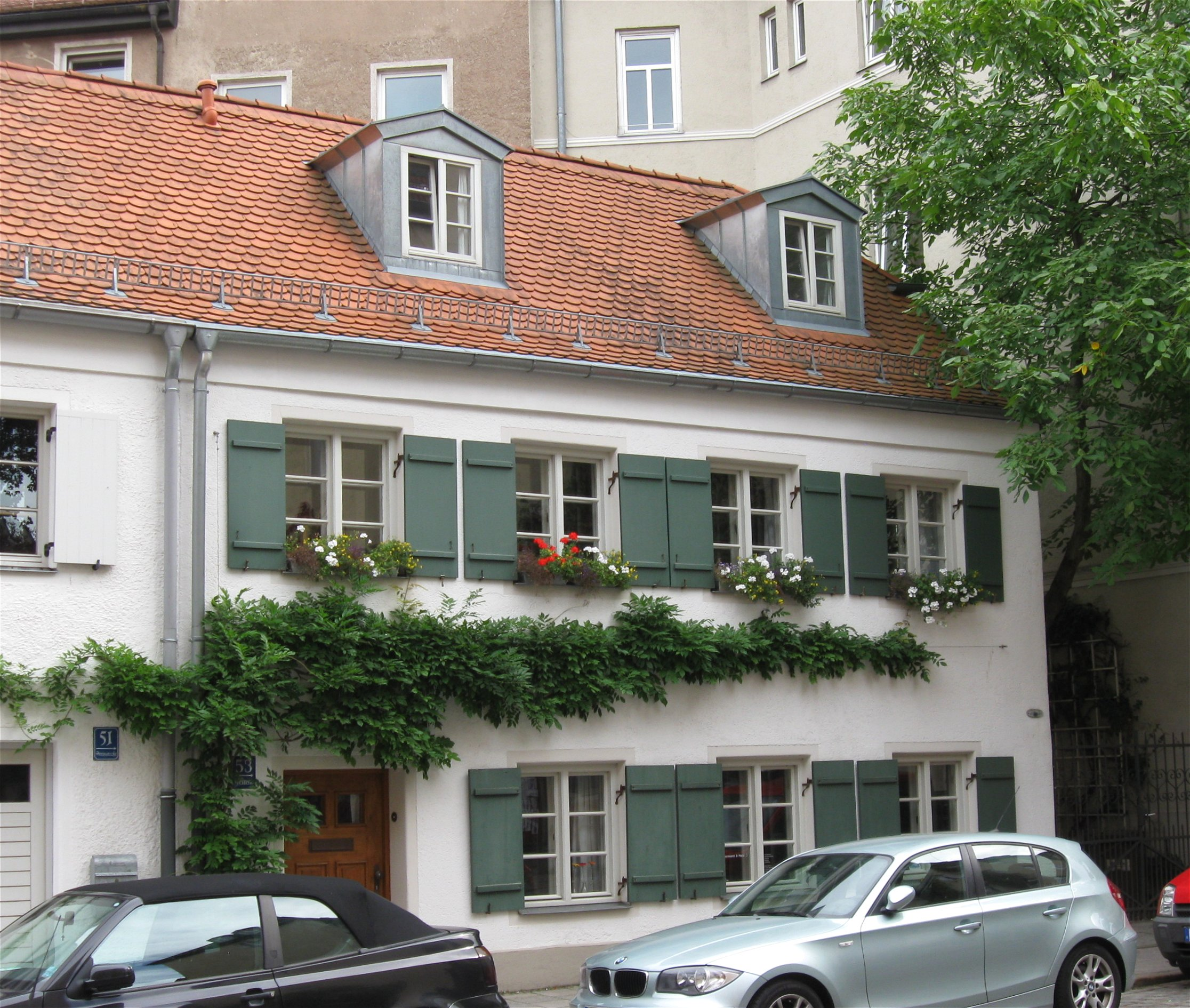
Steinstraße 53 (Fassadenpreis 2005)

- Hausnr. 3: Mietshaus, spätklassizistisch, um 1850/60 (Denkmalliste D-1-62-000-6631)
- Hausnr. 5: Mietshaus, neubarock, mit Stuckdekor, um 1890 (Denkmalliste D-1-62-000-6632)
- Hausnr. 8: Mietshaus, Neurenaissance, mit Erker, Ende 19. Jahrhundert (Denkmalliste D-1-62-000-6633)
- Hausnr. 11: Mietshaus, Neurenaissance-Eckbau, 1881 von Johann Wittig (Denkmalliste D-1-62-000-6634)
- Hausnr. 12: Mietshaus, neubarock, bezeichnet 1894 (Denkmalliste D-1-62-000-6635)
- Hausnr. 15: Kleinhaus (Doppelhaus) des frühen 19. Jahrhunderts; Gruppe mit Nr. 17 (Denkmalliste D-1-62-000-6636)
- Hausnr. 17: Kleinhaus, frühes 19. Jahrhundert; Gruppe mit Nr. 15 (DenkmallisteD-1-62-000-6637)
- Hausnr. 18: Mietshaus, Neurenaissance, mit Eckerker, um 1880 (Denkmalliste D-1-62-000-6638)
- Hausnr. 19: Mietshaus, neubarock, mit zwei Erkern, bezeichnet 1899 (Denkmalliste D-1-62-000-6639)
- Hausnr. 24: Mietshaus, neubarock mit Eckerker, um 1890; bildet mit Nr. 26 eine symmetrische Gruppe (Denkmalliste D-1-62-000-6640)
- Hausnr. 26: Mietshaus. neubarock, mit Eckerker, um 1890 (Denkmalliste D-1-62-000-6641)
- Hausnr. 27: Mietshaus, deutsche Renaissance, mit zwei reich dekorierten Erkern und Giebel, bezeichnet 1902 (Denkmalliste D-1-62-000-6642)
- Hausnr. 39: Mietshaus, Neurenaissance, mit Eckerker, Ende 19. Jahrhundert (Denkmalliste D-1-62-000-6643)
- Hausnr. 43: zweigeschossiges Kleinhaus, 19. Jahrhundert; im Hof hinter Nr. 47 (Denkmalliste D-1-62-000-6644)
- Hausnr. 46: Mietshaus, Neurenaissance, Rohbackstein mit Putzgliederungen, 1886 von Baumeister Franz Karg (Denkmalliste D-1-62-000-6646)
- Hausnr. 47: Kleinhaus mit Schopfwalm, wohl Anfang 19. Jahrhundert; langgestreckte Gruppe mit Nr. 49, 51 und 53 (Denkmalliste D-1-62-000-6647)
- Hausnr. 49: Kleinhaus, wohl Anfang 19. Jahrhundert, Fassadenpreisträger 2005; langgestreckte Gruppe mit Nr. 47, 51 und 53 (Denkmalliste D-1-62-000-6648)
- Hausnr. 50: schlichtes Vorstadthaus, spätklassizistisch, 1861 von Maurermeister Max Kuppelmayr; langgestreckter Block mit Nr. 52 (Denkmalliste D-1-62-000-6649)
- Hausnr. 51: Kleinhaus, wohl Anfang 19. Jahrhundert, Fassadenpreisträger 2005; langgestreckte Gruppe mit Nr. 47, 49 und 53 (Denkmalliste D-1-62-000-6650)
- Hausnr. 52: schlichtes Vorstadthaus, spätklassizistisch, um 1860; langgestreckter Block mit Nr. 50 (Denkmalliste D-1-62-000-6651)
- Hausnr. 53: Kleinhaus mit Schopfwalm, wohl Anfang 19. Jahrhundert, Fassadenpreisträger 2005; langgestreckte Gruppe mit Nr. 47, 49 und 51 (Denkmalliste D-1-62-000-6652)
- Hausnr. 55: Mietshaus, Neurenaissance-Eckbau, 1892 von Korbinian Schmidt (Denkmalliste D-1-62-000-6653)
- Hausnr. 57: Mietshaus, neubarock, mit Eckerker und Stuckdekor, Ende 19. Jahrhundert; Gruppe mit Nr. 59 (Denkmalliste D-1-62-000-6655)
- Hausnr. 59: Mietshaus,neubarock, mit Erker und Stuckdekor; Gruppe mit Nr. 57 (Denkmalliste D-1-62-000-6656)
- Hausnr. 63: Mietshaus, Neurenaissance, reich gegliedert, bezeichnet 1875 (Denkmalliste D-1-62-000-6657)
- Hausnr. 65: Mietshaus in klassizistischer Tradition, 1875 von Maurermeister Georg Köchler (Denkmalliste D-1-62-000-6658)
- Hausnr. 67: Mietshaus, Eckbau in klassizistischer Tradition, mit Lisenengliederung, um 1860/70 (Denkmalliste D-1-62-000-6659)
- Hausnr. 71: Mietshaus, neubarock, um 1890 (Denkmalliste D-1-62-000-6660)
- Hausnr. 73: Mietshaus, barockisierender Jugendstil, mit reichem Putz- und Stuckdekor, Anfang 20. Jahrhundert; Gruppe mit Nr. 75 und 77 (Denkmalliste D-1-62-000-6661)
- Hausnr. 75: Mietshaus, barockisierender Jugendstil, Anfang 20. Jahrhundert; Gruppe mit Nr. 73 und 77 (Denkmalliste D-1-62-000-6662)
- Hausnr. 77: Mietshaus, barockisierender Jugendstil, mit großer Hausfigur, Anfang 20. Jahrhundert; Gruppe mit Nr. 73 und 75 (Denkmalliste D-1-62-000-6663)
- Hausnr. 79: Mietshaus, deutsche Renaissance, um 1900 (Denkmalliste D-1-62-000-6664)
- Hausnr. 79a: Mietshaus, deutsche Renaissance, um 1900 (Denkmalliste D-1-62-000-6665)